# أليساندرو سيلفا دي أرواخو
أليساندرو سيلفا دي أرواخو (28 فبراير 1986 ببالميرا دوس إنديوس في البرازيل - ) هو لاعب كرة قدم برازيلي في مركز الدفاع.

## وصلات خارجية
- أليساندرو سيلفا دي أرواخو على موقع قاعدة بيانات كرة القدم.إي يو (الإنجليزية)
- أليساندرو سيلفا دي أرواخو على موقع Soccerway.com (الإنجليزية)